# Sceloporus arenicolus
Sceloporus arenicolus este o specie de șopârle din genul Sceloporus, familia Phrynosomatidae, descrisă de Degenhardt și William Jones în anul 1972. A fost clasificată de IUCN ca specie vulnerabilă. Conform Catalogue of Life specia Sceloporus arenicolus nu are subspecii cunoscute.